# (30936) Basra
(30936) Basra est un astéroïde de la ceinture principale.

## Description
(30936) Basra est un astéroïde de la ceinture principale. Il fut découvert le 16 janvier 1994 à Caussols par Eric Walter Elst et Christian Pollas. Il présente une orbite caractérisée par un demi-grand axe de 2,68 UA, une excentricité de 0,13 et une inclinaison de 12,8° par rapport à l'écliptique.